# Snowboard ai XXII Giochi olimpici invernali - Halfpipe femminile
La gara di halfpipe femminile di snowboard dei XXII Giochi olimpici invernali di Soči si è svolta il 12 febbraio al Roza Chutor Extreme Park di Krasnaja Poljana.
La medaglia d'oro è stata vinta dalla statunitense Kaitlyn Farrington, che ha preceduto l'australiana Torah Bright (medaglia d'argento) e la propria connazionale Kelly Clark (medaglia di bronzo). 
Torah Bright era la detentrice del titolo di campionessa olimpica, vinto a Vancouver 2010, sul tracciato di Whistler, dove aveva preceduto le statunitensi Hannah Teter (medaglia d'argento) e Kelly Clark (medaglia di bronzo).

## Programma
Tutti gli orari sono in UTC+4.
| Giorno      | Ora   | Turno          |
| ----------- | ----- | -------------- |
| 12 febbraio | 14:00 | Qualificazione |
| 12 febbraio | 19:00 | Semifinale     |
| 12 febbraio | 21:30 | Finale         |

## Risultati

### Qualificazione
Le prime 3 classificate di ogni batteria si sono qualificate direttamente per la finale. Le atlete classificate dal quarto al nono posto sono stati ammesse alla semifinale. Si tiene conto del risultato della migliore delle due run.
| Pos. | Batt. | N° | Atleta              | Nazione       | Run 1 | Run 2 | Punti | Note |
| ---- | ----- | -- | ------------------- | ------------- | ----- | ----- | ----- | ---- |
| 1    | 1     | 2  | Kelly Clark         | Stati Uniti   | 92,25 | 95,00 | 95,00 | QF   |
| 2    | 1     | 7  | Queralt Castellet   | Spagna        | 93,25 | 52,00 | 93,25 | QF   |
| 3    | 1     | 1  | Sophie Rodriguez    | Francia       | 78,50 | 25,50 | 78,50 | QF   |
| 4    | 1     | 4  | Li Shuang           | Cina          | 77,75 | 54,00 | 77,75 | QS   |
| 5    | 1     | 3  | Ursina Haller       | Svizzera      | 69,00 | 74,75 | 74,75 | QS   |
| 6    | 1     | 6  | Sun Zhifeng         | Cina          | 70,00 | 45,75 | 70,00 | QS   |
| 7    | 1     | 12 | Alexandra Duckworth | Canada        | 42,25 | 69,75 | 69,75 | QS   |
| 8    | 1     | 9  | Šárka Pančochová    | Rep. Ceca     | 42,75 | 66,25 | 66,25 | QS   |
| 9    | 1     | 10 | Stephanie Magiros   | Australia     | 27,25 | 57,25 | 57,25 | QS   |
| 10   | 1     | 11 | Hannah Trigger      | Australia     | 51,25 | 33,00 | 51,25 |      |
| 11   | 1     | 8  | Rebecca Sinclair    | Nuova Zelanda | 32,25 | 48,25 | 48,25 |      |
| 12   | 1     | 13 | Nadja Purtschert    | Svizzera      | 47,50 | 20,75 | 47,50 |      |
| 13   | 1     | 14 | Morena Makar        | Croazia       | 44,75 | 22,75 | 44,75 |      |
| 14   | 1     | 5  | Holly Crawford      | Australia     | 43,00 | 33,75 | 43,00 |      |
| 1    | 2     | 28 | Torah Bright        | Australia     | 93,00 | 28,75 | 93,00 | QF   |
| 2    | 2     | 27 | Hannah Teter        | Stati Uniti   | 90,25 | 92,00 | 92,00 | QF   |
| 3    | 2     | 20 | Cai Xuetong         | Cina          | 74,25 | 88,00 | 88,00 | QF   |
| 4    | 2     | 21 | Kaitlyn Farrington  | Stati Uniti   | 87,00 | 34,50 | 87,00 | QS   |
| 5    | 2     | 22 | Liu Jiayu           | Cina          | 81,50 | 83,50 | 83,50 | QS   |
| 6    | 2     | 18 | Mirabelle Thovex    | Francia       | 71,75 | 69,75 | 71,75 | QS   |
| 7    | 2     | 17 | Rana Okada          | Giappone      | 66,00 | 69,75 | 69,75 | QS   |
| 8    | 2     | 19 | Clémence Grimal     | Francia       | 16,00 | 66,50 | 66,50 | QS   |
| 9    | 2     | 24 | Katie Tsuyuki       | Canada        | 45,75 | 54,25 | 54,25 | QS   |
| 10   | 2     | 16 | Ella Suitiala       | Finlandia     | 31,75 | 51,50 | 51,50 |      |
| 11   | 2     | 23 | Joanna Zając        | Polonia       | 47,75 | 39,75 | 47,75 |      |
| 12   | 2     | 26 | Mercedes Nicoll     | Canada        | 43,50 | 26,50 | 43,50 |      |
| 13   | 2     | 25 | Verena Rohrer       | Svizzera      | 34,50 | 31,50 | 34,50 |      |
| –    | 2     | 15 | Arielle Gold        | Stati Uniti   | DNS   | DNS   | DNS   | DNS  |

QF – Qualificata direttamente per la finale;
QS – Qualificata per la semifinale;
DNS – Non partita

### Semifinale
Le prime 6 classificate si sono qualificate per la finale.
| Pos. | N° | Atleta              | Nazione     | Run 1 | Run 2 | Punti | Note |
| ---- | -- | ------------------- | ----------- | ----- | ----- | ----- | ---- |
| 1    | 21 | Kaitlyn Farrington  | Stati Uniti | 87,50 | 53,25 | 87,50 | Q    |
| 2    | 22 | Liu Jiayu           | Cina        | 81,25 | 29,00 | 81,25 | Q    |
| 3    | 4  | Li Shuang           | Cina        | 80,00 | 56,75 | 80,00 | Q    |
| 4    | 3  | Ursina Haller       | Svizzera    | 74,50 | 43,00 | 74,50 | Q    |
| 5    | 18 | Mirabelle Thovex    | Francia     | 70,75 | 39,75 | 70,75 | Q    |
| 6    | 17 | Rana Okada          | Giappone    | 58,50 | 70,00 | 70,00 | Q    |
| 7    | 24 | Katie Tsuyuki       | Canada      | 55,50 | 56,25 | 56,25 |      |
| 8    | 19 | Clémence Grimal     | Francia     | 14,00 | 38,25 | 38,25 |      |
| 9    | 6  | Sun Zhifeng         | Cina        | 35,75 | 35,75 | 35,75 |      |
| 10   | 9  | Šárka Pančochová    | Rep. Ceca   | 34,00 | 31,50 | 34,00 |      |
| 11   | 12 | Alexandra Duckworth | Canada      | 32,50 | 25,75 | 32,50 |      |
| 12   | 10 | Stephanie Magiros   | Australia   | 26,50 | 20,50 | 26,50 |      |

### Finale
| Pos.    | N° | Atleta             | Nazione     | Run 1 | Run 2 | Punti |
| ------- | -- | ------------------ | ----------- | ----- | ----- | ----- |
| Oro     | 21 | Kaitlyn Farrington | Stati Uniti | 85,75 | 91,75 | 91,75 |
| Argento | 28 | Torah Bright       | Australia   | 58,25 | 91,50 | 91,50 |
| Bronzo  | 2  | Kelly Clark        | Stati Uniti | 48,25 | 90,75 | 90,75 |
| 4       | 27 | Hannah Teter       | Stati Uniti | 90,50 | 26,75 | 90,50 |
| 5       | 17 | Rana Okada         | Giappone    | 47,75 | 85,50 | 85,50 |
| 6       | 20 | Cai Xuetong        | Cina        | 84,25 | 25,00 | 84,25 |
| 7       | 1  | Sophie Rodriguez   | Francia     | 77,75 | 79,50 | 79,50 |
| 8       | 4  | Li Shuang          | Cina        | 73,25 | 23,75 | 73,25 |
| 9       | 22 | Liu Jiayu          | Cina        | 15,75 | 68,25 | 68,25 |
| 10      | 18 | Mirabelle Thovex   | Francia     | 67,00 | 34,75 | 67,00 |
| 11      | 7  | Queralt Castellet  | Spagna      | 61,75 | 55,25 | 61,75 |
| 12      | 3  | Ursina Haller      | Svizzera    | 48,75 | 26,75 | 48,75 |